# Bayrampaşa
Bayrampaşa is een Turks district in de provincie Istanboel en telt 272.196 inwoners (2007). Het district heeft een oppervlakte van 7,0 km².
De bevolkingsontwikkeling van het district is weergegeven in onderstaande tabel.
| 1997    | 2000    | 2007    |
| ------- | ------- | ------- |
| 236.046 | 246.006 | 272.196 |